# Петровская коса
Петро́вская коса́ — проезд в Петроградском районе Санкт-Петербурга, на Петровском острове. Проходит от Петровской площади до яхт-клуба.

## История
Ещё во второй половине XVIII века на Петровском острове был обустроен парк с регулярной планировкой. Две основные аллеи, одна вдоль острова, другая — поперёк, сходились к большой круглой площади, в центре которой стоял деревянный дворец.
С середины XIX века до конца 1940-х годов западная часть продольной аллеи иногда включалась в Петровский проспект.
Современное название Петровская коса дано в 1909 году по Петровскому острову.

## Достопримечательности
- Дом 1 — ЖК «Петровская коса, 1»
- ОАО «Судостроительная фирма „Алмаз“»;
- дом Нобеля;
- дом 9, литера Б  781610561680015 — дом Эрнеста Ропса, управляющего Акционерного общества нефтеперегонных заводов «Ропс и К», 1900—1910 гг.[3];
- дом 9, литера К  7832314000 — Главное здание Центрального ленинградского яхт-клуба
- верфь НП «Проект „Штандарт“»;
- Рабочая гавань;
- Санкт-петербургское яхтенное общество;
- Западная (гостевая) гавань.